# Schaub
Schaub fue una empresa familiar chilena dedicada al rubro papelero y de imprenta con sede en la localidad de Chiguayante, en la Región del Biobío. Fue fundada en 1897 y durante años fue una de las primeras industrias dedicada al rubro al sur de Chile.

## Historia
Un factor importante a la hora de escoger un lugar donde asentarse y emprender es el lugar donde se instalarían, su conectividad con el resto del país y su acceso al mundo urbano. El desarrollo industrial en Chiguayante no sucedió por casualidad. Las grandes extensiones de campo a orillas del río Bío-Bio eran accesibles por medio de precarios caminos de tierra desde la ciudad de Concepción y la línea férrea que permitía la conexión directa del lugar con uno de los centros portuarios más importantes de esa época, Talcahuano. Todas las características nombradas anteriormente hacían de Chiguayante una zona de futuro próspero.
A fines del siglo XIX, comienza a gestarse en la ciudad de Concepción una nueva mentalidad de renovación e innovación. Se moderniza la industria, se crean nuevas fábricas manufactureras y gracias a su expedita conexión con el puerto, se importa maquinaria desde el exterior en forma constante. Algunos de los que inician la actividad manufacturera en la zona sur del país son colonos alemanes y austrohúngaros, entre ellos, artesanos, ingenieros y campesinos. Llegan a Chile gracias a la Ley de inmigración selectiva*.
Son estos colonos los que envían buenas nuevas sobre el nuevo mundo a su país natal, lo cual hace que los jóvenes compatriotas aventureros e inquietos no duden en trasladarse a este lugar llamado “sur de Chile”. 
Wilhelm Schaub Rübeling, hombre inquieto y soñador, fue uno de los tantos jóvenes que recibieron la buena noticia. No tuvo que esperar mucho, pues recibe una oferta de trabajo en administración contratado por la casa de Carlos Geisse en la localidad de Osorno. Acepta y renuncia a su cargo en Kassel, su ciudad natal y así es como a los 25 años viaja a Chile entusiasmado por conocer sus costumbres, industria y comercio.
Se emplea durante tres años en la ciudad de Osorno, período que le permite juntar suficiente capital como para renunciar y  trasladarse a Los Sauces donde inicia sus actividades comerciales. Ahí conoce a su futura señora, María Fenner, también originaria de Kassel, lo cual facilitó la amistad y más tarde el matrimonio. 
De esta unión nacen siete hijos: Elsa, Walter, Ricardo, Ernesto, Marta, Emma y Luisa, quienes se encargaron más tarde de dejar una generosa descendencia.
Tiempo después, evoluciona al rubro industrial creando una fábrica de loza y artefactos de arcilla. 
Esta nueva actividad le permite entablar relaciones con el mercado comercial de Concepción donde se posiciona como empresario mediano y de cierta importancia. 
Cuando ya tenía la fábrica funcionando y establecida en el mercado, decide venderla y así encontrar nuevos desafíos laborales. 
El 23 de febrero de 1894 el Diario El Sur publica el siguiente aviso:
Fábrica de Loza y Artefactos de Arcilla de Guillermo Schaub. Por tener que cambiar de residencia su actual dueño, se ofrece en venta este acreditado establecimiento industrial con toda su planta de maquinaria, moldes, etc., en activa explotación. El precio en venta es $12.000. Los productos de la fábrica están ya bien introducidos en el país y encuentran fácil venta a precios lucrativos. El comprador puede contar con los servicios de un fabricante experimentado, de nacionalidad alemana, que ha dirigido la fábrica desde algunos años, y estaría dispuesto a seguir con el nuevo propietario, sea como socio o como administrador del ramo industrial.1
Luego de vender su fábrica de lozas, se traslada junto a su mujer y seis hijos a Talcahuano, hogar que ocuparían solo de manera transitoria. Algunas amistades le informan de un lugar digno de conocer, al sur de la ciudad de Concepción. Acto seguido, arrienda un caballo y junto a un muchacho que le hace compañía salen en dirección a Chiguayante. Al llegar al lugar se asombra al ver el paraje idóneo que constituía Chiguayante en esa época, un valle en medio de cerros y el majestuoso río Bíobío. El emprendedor decide que este será su nuevo hogar y comienza a comprar terrenos en 1894. Planta arboledas desde el plano hasta el cerro y se construye una modesta “ranchita”.
Entre otras razones, elige Chiguayante como lugar para vivir por su localización estratégica; tiene agua de vertiente que cae directo desde la montaña, lo recorre la orilla del río Bíobío junto a la línea férrea y se disfruta de la naturaleza. Su fundo, el cual fue adquiriendo paulatinamente, consta de un extenso valle que termina en varios cerros cubiertos de bosques nativos. 
Es allí donde comienza una nueva empresa, dedicándose a sanar gente con técnicas alternativas que había aprendido de su madre. Instala en Chiguayante un lugar de baños de barro y terapias de sanación de tifus, con picadura de araña y culebra, aplicando cataplasmas de barro, baños de asientos y hierbas medicinales, todo basado en alimentación vegetal. 
Al respecto, el Diario El Sur informaba:
Los baños de Chiguayante están situados en un bellísimo lugar a orillas del Bío-Bío, de Concepción y se puede ir a ellos por tren en 10 minutos. El establecimiento está dentro de un hermoso parque, y los baños son surtidos por aguas que brotan en las mismas montañas. Hay también baños de sol y de vapor. Las personas que deseen medicinarse por la hidroterapia encontrarán los consejos adecuado y una alimentación vegetariana. Este precioso lugar es muy conveniente para quienes estén convalecientes y para aquellas que deseen veranear.

### Nacimiento de un negocio familiar
Este fue solo uno más de los emprendimientos de Schaub, pues se le presentó una oportunidad diferente en la ciudad de Concepción. La capital regional se 
caracterizaba por tener una considerable actividad comercial concentrada principalmente en casas importadoras extranjeras que compraban de Europa todos los bienes que el mercado requería. Las empresas alemanas eran muy significativas dentro de ese movimiento comercial y una de ellas era la casa de Julio Plesch. En ella se ofrecían una variedad de telas y artículos de vestir, todos importados del extranjero. 
Esta mercancía requería para su despacho el uso de bolsas de papel, que debían importar desde Alemania, lo que aumentaba sus costos y precios en la venta de sus productos. Basado en esa premisa, Plesch sugiere a Schaub que se dedique a fabricar estas bolsas de papel que el mercado demandaba.
Es así como nace este negocio familiar. Importan el papel y adhesivos y en su casa, junto a su mujer e hijos y la ayuda de dos mujeres más, se instalarían a cortar, doblar y pegar saquitos de papel de distintos tamaños para comenzar a vender a su primer cliente.
Se funda oficialmente la Fábrica Schaub el año 1897, su producción artesanal correspondía a la elaboración de 1.000 bolsas diarias en 12 horas de trabajo, utilizando papel en pliegos importados desde Noruega y Alemania.1

### Pioneros al sur de Chile en la localidad de Chiguayante
La fábrica comenzó haciendo saquitos de papel, fabricaban maquinaria rudimentaria para realizar los pedidos, acelerando el proceso de producción. Pero al poco tiempo, la demanda se tornó mucho mayor.
Debido a eso el hijo mayor de Wilhelm -Walter- comienza a desarrollar, junto a su padre, planos para una nueva máquina que les permitiría hacer bolsas de papel con fondo cuadrado, o fondo plano, inquietud que nace al observar la incomodidad de la clásica bolsa saco que no estaba hecha para estar de pie.
Es así como en 1909, Walter viaja a Alemania para desarrollar, junto a la empresa Windmöller & Hölscher* su nuevo invento, el cual tuvo gran aceptación. 
Se procedió a construir un primer prototipo en madera, para comprobar su correcto funcionamiento y al darse cuenta de que efectivamente funcionaba y suponía una innovación para la empresa, decidieron construir una máquina en metal y como retribución la fábrica Alemana obsequió a Walter Schaub dos máquinas las cuales enviarían vía barco y en el bolso de viaje del inventor, dos máquinas para la fábrica Schaub. 
Walter vuelve satisfecho a Chile ansioso por contarle a su padre los éxitos de sus inventos y llevando en su maleta  algunas partes de las máquinas. Luego de algunos meses las máquinas llegan al puerto y se incorporan rápidamente a la industria, significando pasar desde un taller artesanal a una pequeña industria con procesos mecanizados.
Al tener un acceso expedito al puerto de Talcahuano y contar con sólidas relaciones internacionales, hacen que esta empresa crezca exponencialmente. 
Adquieren maquinaria importada, principalmente desde Alemania y Estados Unidos. 
Entre estos artefactos mecánicos se encuentra un torno de madera Krausse, prensas offset, máquina de revestimiento de rodillos Kolbach & Co, guillotinas rápidas Krausse, importadas por medio de Lüer y Paye y Mex y Cía, dos empresas que ingresaban al país numerosos artículos y máquinas relacionadas al rubro de la impresión y papelería.
Comienzan a incluir la fabricación de sobres para cartas, gracias a una máquina a pedal que producía 4.000 sobres diarios, aumentando la producción 
posteriormente a 30.000 mediante la adquisición de máquinas automáticas. 
Los sobres se repartían a lo largo del país; los muestrarios exponen la variedad de opciones en cuanto a precio y calidad a elegir a la hora de comprar sobres en la fábrica

### El papel como materia prima
En 1925; se incorporan definitivamente los cuadernos a la producción con la instalación de nueva maquinaria que venían desarrollando hace algunos años. Con ese proceso modernizador, la industria Schaub se instalaba como la primera en Sudamérica en dicho rubro. Cuadernos (empastados, anillados) de uso escolar, material de escritorio (blocks, libros de administración, contabilidad, etc.) Cuenta Werner Schaub en una entrevista realizada por la Asociación Chilena de Impresores (Asimpres) en 1978 lo siguiente:
“Sólo el hecho de que nuestros clientes quisieran que los envases de papel fueran junto con los nombres de sus almacenes, nos llevó a instalar la imprenta”.1
En 1932 adquirieron las maquinarias e instalaciones de una antigua litografía que había decaído  debido a la gran depresión de 1930. 
La fábrica, denominada Litografía Nacional, estaba ubicada en Concepción y era una empresa gráfica de la zona que trabajaba con piedras litográficas. 
Con esa adquisición se da inicio a una nueva etapa productiva en la fábrica, al iniciarse el trabajo de impresiones a color en etiquetas, sobres y demás productos.
En 1961 se moderniza gran parte de la planta mediante la compra de máquinas para sobres con capacidad de 120.000 sobres diarios, máquinas rayadoras, cosedoras e impresoras para la fabricación de cuadernos, libros de contabilidad, formularios, etc., invirtiendo en ello US$200.000.
El año 1965 Walter Schaub, el primer sucesor de la empresa, renuncia al cargo de gerente y asume su hijo Werner Schaub, quien continúa las operaciones de la fábrica. 
En 1978, cuenta Werner Schaub en una entrevista realizada por la Asociación Chilena de Impresores:
“El terremoto del año 39 nos derrumbó una parte de la imprenta. Todas las máquinas en esa época estaban alimentadas por un motor a vapor. Quedó en malas condiciones porque una parte de la chimenea, de 30 metros de alto, se cayó. Hubo que botarla. Para poder seguir trabajando trajimos un motor diesel, que reemplazó al antiguo. De este modo, con golpes y tropiezos
fuimos avanzando”.1

### Pensamiento vanguardista con influencia internacional
Además de tener una línea gráfica clara, con una patente influencia alemana, se trabajaba con base en referencias traídas de Europa. La imprenta tiene contactos y amistades en el Viejo Mundo, y son ellos quienes les envían correspondencia con nuevas invenciones en maquinaria o referencias en el área de la impresión, corte o plisado de papel. Tener esa conexión con el extranjero les permitía estar en la vanguardia a nivel nacional, no pasaban inadvertidos en el rubro manufacturero; la pulcritud con que sus operarios llevaban a cabo sus labores los definían como una empresa eficiente. La relación internacional con los años se va disolviendo, se pierden las conexiones y lazos con el exterior, afectando así al estilo gráfico que definía a la fábrica Schaub. Sin embargo la calidad, pulcritud y característico espíritu innovador, no desaparecen.
La mayoría de sus máquinas eran importadas de manera directa al puerto de Talcahuano. Países como Alemania y Estados Unidos eran sus proveedores, ambas naciones altamente avanzadas en temas gráficos y de impresión. 
Giuseppe Ciosanni Stroppiana, fue un italiano radicado en Chiguayante, que trabajó en la fábrica Schaub dedicándose a ilustrar variados tipos de semillas para  sacos de papel impreso,. Pintaba flores y vegetales a pulso en cartones con témperas y acuarelas para luego ser traspasados en el taller de etiquetas en variados tamaños, siendo el más común de 6x3 cm. También se dedicó al diseño de las tapas de los blocks de notas y cuadernos escolares. Podemos observar su trabajo gracias al buen estado de conservación de las piezas que se guardaron en catálogos de papel como medida de resguardo.
El característico paisaje bucólico que retrata el contexto de la fábrica Schaub en sus comienzos, portada de este catálogo, también fue ilustrado por este talentoso hombre de procedencia italiana.

### Diseño colaborativo y social
Schaub incorporaba los conocimientos de sus Empleados. Un testimonio de esta práctica es Patricio Sepúlveda, contador de la fábrica Schaub por 50 años. 
Al respecto, recuerda:
“Los libros de contabilidad los diseñé yo, siendo contador, uno sabe lo que necesita”1
Ciertamente esto no es algo muy común. Empresas que incluyan este tipo de trabajo colaborativo entre sus empleados es una característica que permite comprender también parte del funcionamiento y en particular la esencia de  la fábrica, un negocio cercano y familiar.

### Agente de cambio en la comuna de Chiguayante
Desde el comienzo, la familia Schaub estuvo preocupada por el bienestar y prosperidad de la localidad. 
En 1925 Walter Schaub crea junto a otros vecinos la Junta de Adelante, equipo que pretendía resolver o paliar algunos de los problemas básicos del pueblo.
Durante los primeros años de la fábrica, tuvieron que importar desde el exterior dos locomóviles, los cuales permitían el funcionamiento de sus máquinas. Estos artefactos funcionaban a base de carbón y leña, gracias a esa combustión se generaba electricidad y esta por ende permitía el funcionamiento constante de las poleas que movían las cintas que hacían funcionar las máquinas en los talleres de la empresa. 
Hacia el año 1918 comienza a petición de vecinos cercanos, entre ellos Samuel Mathews junto a Percy y Brown convencen a Schaub de establecer un cableado que llegara hasta la estación de ferrocarril. 
Había un excedente de electricidad producida por los locomóviles y por esa razón Wilhelm accede a la petición presentada y se solicita al gobierno la instalación de postes, extendiendo así en 1924 un cableado que llegaría hasta la plaza de Chiguayante. 
La fábrica provee este servicio desde 1924 hasta
1944, año en que la Compañía General de Electricidad se hace cargo de la provisión de la zona.
Asimismo, se crea un pabellón de obreros en los terrenos de la fábrica. A este sector se le llamó Loteo Caupolicán, y estaba destinado a las familias de los trabajadores de la fábrica. 
Dichas familias recibían agua potable gracias a las vertientes de la montaña, a pasos de la Fábrica. Los trabajadores de mayor antigüedad tenían preferencia a la hora de repartir los sitios en los cuales vivirían.
En este sentido, se produjo una relación recíproca entre la comunidad de Chiguayante y la fábrica Schaub. Con el pasar de los años entre ambos núcleos se fue construyendo una relación armónica.

### Situación de la Fábrica hacia el año 1980
Se procesaban 1000 toneladas anuales de papel de diferentes formas; producción de cuadernos escolares, libros de contabilidad, papeles para máquina, blocks para cartas y apuntes, libretas, sobres, bolsas de papel, servilletas de papel e impresos a pedido.
Cada uno de estos rubros estaba constituido por artículos de diversas formas, calidades y tamaños, lo que hacía que su producción fuera altamente variada y diversa.
Hacia 1980, la imprenta contaba con 62 trabajadores: 42 operarios y también 20 empleados. El personal de la empresa tiene una antigüedad promedio de 14 años, existiendo estabilidad en los cargos y sus remuneraciones son superiores a las del mercado ocupacional relacionado al rubro.